# Hymenochaete boninensis
Hymenochaete boninensis är en svampart som beskrevs av Yasuda 1919. Hymenochaete boninensis ingår i släktet Hymenochaete och familjen Hymenochaetaceae.   Inga underarter finns listade i Catalogue of Life.